# Kalibo
Kalibo est une ville de 1re classe, capitale de la province d'Aklan aux Philippines.
Selon le recensement de 2010 elle est peuplée de 75 888 habitants.

## Barangays
Kalibo est divisée en 16 barangays :
- Andagao
- Bachaw du Nord
- Bachaw du Sud
- Briones
- Buswang le Jeune
- Buswang le Vieux
- Caano
- Estancia
- Linabuan du Nord
- Mabilo
- Mobo
- Nalook
- Poblacion
- Pook
- Tigayon
- Tinigao

## Démographie
| Année | Habitants | Évolution |
| ----- | --------- | --------- |
| 1995  | 58 065    | -         |
| 2000  | 62 438    | 7,53 %    |
| 2007  | 69 700    | 11,63 %   |
| 2010  | 75 888    | 8,88 %    |